# Вініус Андрій Денисович
Ві́ніус Андрій Денисович (нід. Andries Dionyszoon Winius, рос. Виниус Андрей Денисович, *1605, Амстердам, Нідерланди — †1652, за іншими даними — 1662, Московія) — голландський купець, першим збудував у Московії чавуноливарний і залізоробний завод, на якому була побудована перша в Московії доменна піч і який виробляв залізо за західноєвропейською технологією, чим значно збільшив об'єми виробництва заліза в Московії.

## Біографія
Вініус народився у Амстердамі 1605 року. За походженням, за деякими даними, він був фризом. Почав торгівлю з Московією через Архангельськ 1627 року. 1631 року отримав жалувану грамоту на торгові оборудки всередині Московії і того ж року вивіз звідти 100000 чвертей збіжжя з царських засік. 1632 року Вініус разом зі своїм братом Абрагамом і їхнім партнером Юліусом Віллекеном отримали дозвіл на будівництво вододійного (з приводом всіх механізмів від водяного колеса) залізоробного заводу біля Тули. Їхніми компаньйонами були також Петро Марселіс і Томас де Сваєн. Їм була надана монополія на 10 років на виробництво металевих виробів і гармат. Завод мав доменну піч і виробляв залізо за технологіями, що на той час були лише у Західній Європі. Це був перший завод такого типу у Московії. До того залізо отримували з руди виключно прямим сиродутним способом у сиродутних горнах або у домницях, що мало чим відрізнялися від сиродутних горен, причому виробництво заліза мало кустарний характер. Завдяки будівництву заводу Московія змогла виробляти дешевше залізо й у достатній кількості, зникла необхідність купувати його за велику ціну у Швеції.
1634 року Вініус отримав дозвіл на торгівлю на кращих умовах. Того ж року Вініус зі своєю сім'єю переїхав до Москви. 1639 року Вініус і Марселіс разом з Акемою отримали новий патент, що діяв до 1647 року. 1648 року компаньйони Вініуса взяли повний контроль над заводом і отримали від царя право на будівництво нових заводів по річках Шексні, Костромі і Вазі. При цьому Вініус втратив привілеї на залізоробний бізнес, але отримав монополію на виробництво і торгівлю смоли на територіях в районі річок Північної Двіни і Сухони на період 1649–1654 років.
1652 року Вініус та його друга жінка, з якою вони побралися 1648 року, прийняли православ'я і перейшли у московське підданство. Пізніше Вініус перебував на дипломатичній службі у Нідерландах, Італії, Німеччині.
Син Вініуса Андрій був значним державним діячем Московії кінця 17-початку 18 століть.
Вініус помер у Московії 1652 або 1662 року.